# Heribert Meffert

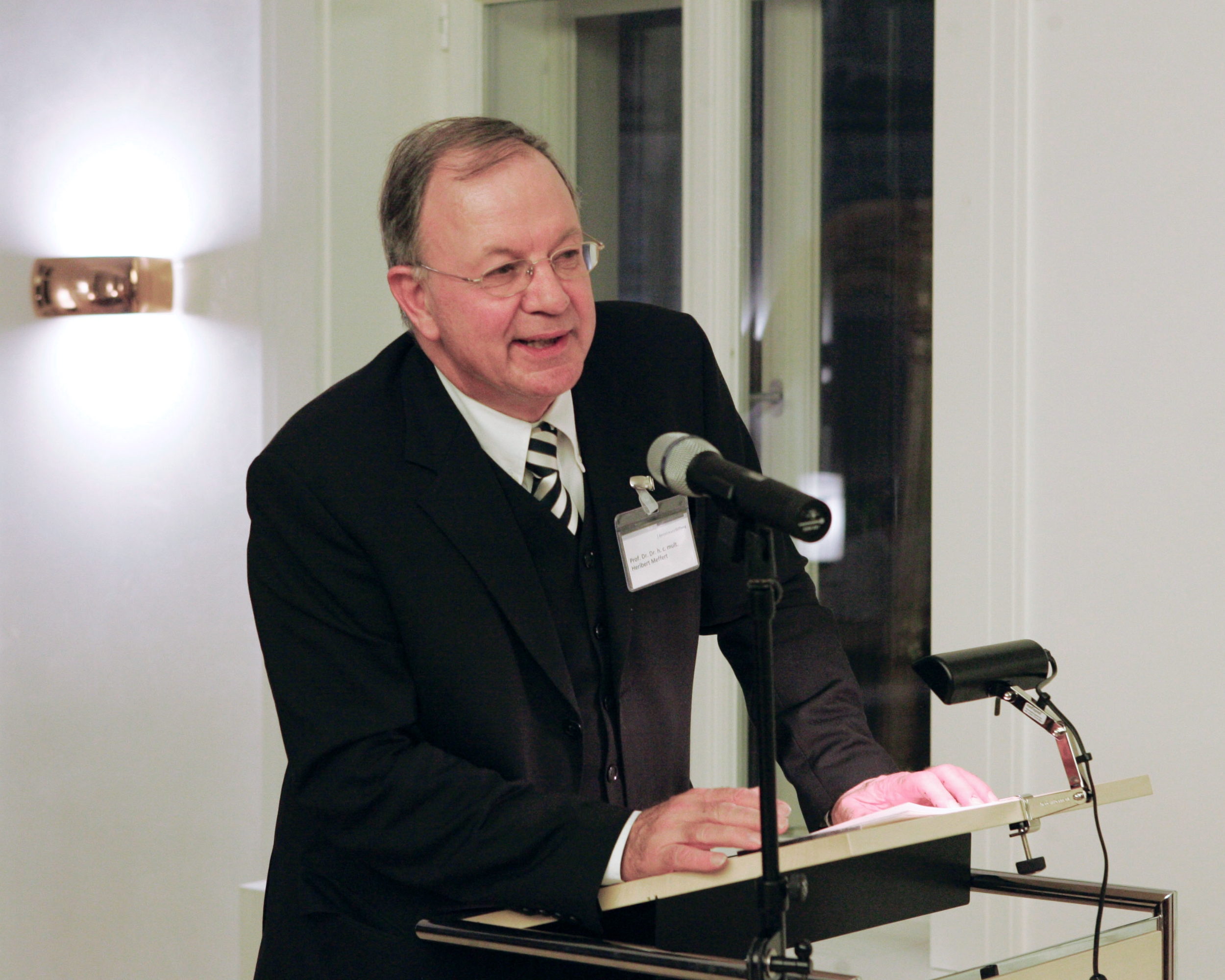
Heribert Meffert (2006)

Heribert Meffert (* 11. Mai 1937 in Oberlahnstein) ist ein deutscher Wirtschaftswissenschaftler. Meffert leitete von 1968 bis 2002 an der Westfälischen Wilhelms-Universität Münster den ersten Lehrstuhl für Marketing in Deutschland. Von 2002 bis 2005 war er Vorsitzender des Präsidiums bzw. des Vorstands der Bertelsmann Stiftung.

## Leben
1937 in Oberlahnstein geboren, studierte Meffert von 1956 bis 1961 Betriebswirtschaftslehre in München, bevor er 1964 über das Thema Beziehungen zwischen der betriebswirtschaftlichen Kostentheorie und Kostenrechnung zum Dr. rer. oec. (Doktor der Wirtschaftswissenschaften) promovierte. Nach seiner Habilitation zum Thema Die Flexibilität in betriebswirtschaftlichen Entscheidungen wurde Meffert 1969 auf den Lehrstuhl für Betriebswirtschaftslehre an der Westfälischen Wilhelms-Universität, Münster, berufen.
Seit Mitte der 1970er Jahre war Meffert wesentlich an der Ausgestaltung und Neuorientierung des Faches Marketing beteiligt. Darüber hinaus ist er als Gutachter und Berater für Unternehmen und öffentliche Einrichtungen, Mitglied in Aufsichtsräten und Beiräten von Industrie- und Handelsunternehmen tätig.
Der Universität Münster blieb Meffert sein gesamtes Forscherleben treu, er lehnte zahlreiche Rufe nach Frankfurt (1973), Hamburg (1980), Konstanz (1981) und Bern (1986) ab. Am 31. Juli 2002 wurde Heribert Meffert an der Universität Münster emeritiert. Sein Lehrstuhl-Nachfolger ist Manfred Krafft.
Meffert betreute 110 Promotionen und mehrere Habilitationen. Er lehrt und forscht weiterhin an der Universität in Münster, unter anderem im Schwerpunkt und Masterprogramm Marketing und postgradualen Executive Master of Business Administration in Marketing. Sein umfangreiches Buch Marketing, Grundlagen marktorientierter Unternehmensführung, Konzepte – Instrumente – Praxisbeispiele gilt als Standardwerk und gehört an vielen Universitäten zur Pflichtlektüre.
Aktuelle Projekte Mefferts beschäftigen sich vorrangig mit Non-Profit Marketing, Netzwerken und aktuellen Entwicklungen des Faches im Zuge der Digitalisierung. 2011 gründete Meffert außerdem als von der Sehbehinderung durch AMD Betroffener das AMD-Netz, ein medizinisch-soziales Netzwerk mit dem Ziel, die Lebensqualität von Patienten der Altersabhängigen Makuladegeneration durch Kontakte und Informationen zu erhalten und zu verbessern.

## Wirken
Als einer der ersten Professoren in Deutschland befasste Meffert sich mit dem Bereich Marketing. Er gründete das erste Institut für Marketing in Deutschland an der Westfälischen Wilhelms-Universität, dessen langjähriger Direktor er war. Der Wissenschaftler war Gründungsmitglied der Wissenschaftlichen Gesellschaft für Marketing und Unternehmensführung e. V. Im Jahr 1999 gründete Meffert gemeinsam mit Dieter Ahlert und Klaus Backhaus das Marketing Centrum Münster (MCM), 1989 dann den Ehemaligenverein Marketing Alumni Münster e. V.
Von 1995 bis 1997 übernahm Meffert neben seiner Tätigkeit in Münster die wissenschaftliche Geschäftsführung der wiederbegründeten privaten Handelshochschule Leipzig (HHL) und war dort Inhaber des Lehrstuhls für Marketingmanagement. Daneben war er außerdem Gastprofessor an mehreren Universitäten in den Vereinigten Staaten, unter anderem auch dem Marketing Science Institute (MSI), Cambridge (Massachusetts).
Forschungsschwerpunkte von Meffert sind General Marketing und Unternehmensführung, Markenmanagement, Umweltmanagement, Internationales Management sowie Verkehrsdienstleistungsmarketing.
Meffert war Mitglied in Aufsichtsräten einiger Konzerne, so unter anderem bei BASF Coatings, Henkel und Kaufhof. Während seiner Zeit als Präsidiumsvorsitzender (2002–2004) bzw. Vorstandsvorsitzender (2005) der gemeinnützigen Bertelsmann Stiftung setzte er sich besonders für die gesellschaftliche Verantwortung von Unternehmen ein. Heribert Meffert engagiert sich als Schirmherr der Studenteninitiative Weitblick für einen weltweit gerechten Bildungszugang und war im Beirat des Reinhard-Mohn-Instituts für Unternehmensführung und Corporate Governance an der Universität Witten/Herdecke aktiv. Außerdem ist er Förderprofessor der Geschäftsstelle Münster des Vereins MTP - Marketing zwischen Theorie und Praxis.

## Ehrungen und Auszeichnungen
Die Anerkennung für Mefferts Verdienste im Bereich Marketing zeigt sich in zahlreichen Preisen, Medaillen und den Ehrendoktorwürden. Über sein Fachgebiet hinaus engagiert sich Meffert für die Übernahme von wirtschaftlicher, ökonomischer und sozialer Verantwortung.
Die Stadt Münster z. B. zeichnete ihn am 8. September 2006 im Rahmen des Münsteraner Zukunftsgespräches für sein langjähriges Engagement als Berater im Stadtmanagement mit der Paulusplakette aus – der höchsten Auszeichnung der Stadt nach der Ehrenbürgerschaft.
Weitere Ehrungen und Auszeichnungen in der Reihenfolge ihrer Verleihung:
- Ruefach Förderpreis (1991)
- Dr. Kurt Neven DuMont Medaille (1991)
- Wilhelm-Vershofen-Gedächtnismedaille (1992)
- Ehrendoktorwürde der Universität St. Gallen (1993)
- B.A.U.M. Umweltpreis (1994)
- Ehrendoktorwürde der Handelshochschule Leipzig (HHL) (1999)
- Ehrendoktorwürde der Staatlichen Universität für Wirtschaft und Finanzen, Sankt Petersburg (2002)
- Ehrenmitgliedschaft des Verbandes der Hochschullehrer für Betriebswirtschaft e. V. (2006)
- Paulus-Plakette der Stadt Münster (2006)
- Effizienz-Bulle des ICW und GWA (2007)
- leaders.we.love BRAND-Award (2015)[20]
- Lifetime Award für herausragende Verdienste um das Marketing (Deutscher Marketing Verband) (2015)
- Ehrensenator der HHL Leipzig Graduate School of Management (2016)[21]

## Schriften
- Heribert Meffert, Bernadette Spinnen, Jürgen Block, bcsd e. V. (Hrsg.): Praxishandbuch City- und Stadtmarketing. Gabler, Wiesbaden 2018, ISBN 978-3-658-19642-4.[22]
- Heribert Meffert, Christoph Burmann, Christian Becker: Internationales Marketing-Management. Ein markenorientierter Ansatz. 4., vollst. überarb. und erw. Auflage. Kohlhammer, Stuttgart 2010, ISBN 978-3-17-016923-4.
- Heribert Meffert, Christoph Burmann, Manfred Kirchgeorg, Maik Eisenbeiß: Marketing: Grundlagen marktorientierter Unternehmensführung. Konzepte – Instrumente – Praxisbeispiele. 13. Auflage. (Meffert Marketing Edition) Springer Gabler, Wiesbaden 2019, ISBN 978-3-658-21195-0.
- Heribert Meffert, Manfred Bruhn, Karsten Hadwich: Dienstleistungsmarketing. Grundlagen – Konzepte – Methoden. 8. Auflage. Gabler, Wiesbaden 2015, ISBN 978-3-658-05045-0.
- Heribert Meffert (Hrsg.): Markenmanagement. Identitätsorientierte Markenführung und praktische Umsetzung, mit Best-Practice-Fallstudien. 2., vollst. überarb. und erw. Auflage. Gabler, Wiesbaden 2005, ISBN 3-409-21821-1.
- Heribert Meffert, Manfred Kirchgeorg: Marktorientiertes Umweltmanagement. Konzeption, Strategie, Implementierung. 3. Auflage. C.E. Poeschel, 1998, ISBN 3-7910-1147-2.